# انحياز العزو
تحيز العزو أو تحيز الإسناد (بالإنجليزية: Attribution bias)‏ في علم النفس هو شكل من أشكال التحيز المعرفي، الذي يشير إلى أخطاء الملاحظة التي تحدث عندما يقوم الناس بتقييم أو محاولة إيجاد أسباب كامنة خلف سلوكياتهم وسلوكيات الآخرين. فالأشخاص يقومون باستمرار بعزو الصفات فيما يتعلق بسلوكهم وسلوك الآخرين. ومع ذلك، فإن هذا العزو لا يعكس دائما الواقع بدقة. وبدلا من أن يعمل الناس كموجهين موضوعيين، فإنهم يكونوا عرضة للأخطاء الإدراكية التي تؤدي إلى تفسيرات متحيزة لعالمهم الاجتماعي.
نوقش تحيز العزو (الإسناد) لأول مرة في الخمسينيات والستينيات من قبل علماء النفس مثل فريتز هيدر، الذي درس نظرية العزو. فيما قام علماء نفس آخرون، مثل هارولد كيلي وإد جونز بتوسيع عمل هيدر المبكر من خلال تحديد الظروف التي يحتمل أن يكون فيها الأشخاص أكثر أو أقل عرضة للقيام بالعزو.
توجد تحيزات العزو بشكل متكرر في الحياة اليومية، وبالتالي فهو موضوع مهم ووثيق الصلة بالدراسة. على سبيل المثال، عندما يقطع سائق ما علينا الطريق، فإننا نرجح أن نلقي باللوم عليه بأنه سائق متهور، بدلا من أن نعزو هذا السلوك إلى الأسباب الظرفية (كأن يكون في حالة من الاندفاع ولم يلاحظني أو أنه في حالة طارئة"). بالإضافة إلى ذلك، هناك العديد من الأنواع المختلفة من تحيز العزو، مثل خطأ الإسناد النهائي، وخطأ الإحالة الأساسي، وتحيز الفاعل - المراقب، وتحيز العزو العدائي
ومنذ بداية العمل، واصل الباحثون دراسة كيف ولماذا يُظهر الأشخاص تفسيرات متحيزة من للمعلومات الاجتماعية. وقد تم تحديد العديد من الأنواع المختلفة من تحيزات العزو، كما أن البحوث النفسية الحديثة حول موضوع التحيز قد فحصت كيف يمكن للتحيز أن يؤثر في العواطف والسلوك.

## التاريخ

### نظرية الاسناد
تم إجراء ابحاث حول تحيزات الإسناد في نظرية الإسناد، وقد تم اقتراحها لشرح سبب وكيفية استنتاج مبرر سلوك الآخرين والسلوك الخاص بنا. تركز هذه النظرية على تحديد كيفية استخدام المراقب للمعلومات في بيئته الاجتماعية من أجل خلق تفسير سببي للأحداث. توفر نظرية الإسناد أيضًا تفسيرات لماذا يمكن للأشخاص المختلفين تفسير الحدث نفسه بطرق مختلفة والعوامل التي تساهم في حدوث التحيز.

#### فريتز هايدر
ناقش عالم النفس فريتز هايدر الاسناد في كتابه الذي صدر عام 1958 تحت عنوان (علم نفس العلاقات الشخصية). قدم هايدر العديد من المساهمات المهمة التي أرست الأساس لمزيد من الأبحاث حول نظرية الإسناد وتحيزات الإسناد. وأشار إلى ميل الناس إلى التمييز بين السلوكيات الناجمة عن السلوك الشخصي والسلوكيات الناجمة عن الظروف البيئية. وتوقع أيضًا أن الناس أكثر عرضة لشرح سلوك الآخرين من حيث الميول (على سبيل المثال: اسباب شخصية) مع تجاهل الظروف المحيطة.

#### جونز وديفيز
قام علماء النفس الآخرون في الستينيات والسبعينيات بتوسيع دراسات الميول من خلال تقديم نظريات إضافية بناءً على أعمال هايدر السابقة. اقترح علماء النفس الاجتماعيون إدوارد جونز وكيث ديفيس في عام 1965 شرحًا لأنماط الإسناد والذي سمي نظرية الاستدلال المتطابق. يفترض (الاستدلال المتطابق) أن سلوك الشخص يعكس نزعة ثابتة أو خاصية شخصية. وأوضحوا أن بعض الظروف تجعلنا أكثر عرضة لاستخدام الاستدلال المتطابق حول سلوك شخص ما:
النية والهدف
يكون الأشخاص أكثر ميلًا إلى الاستدلال المتطابق عندما يفسرون سلوك شخص ما على أنه مقصود، وليس كسلوك غير مقصود.
الرغبة الاجتماعية
من المرجح أن يستخدم الأشخاص الاستدلال المتطابق عندما يكون سلوك الشخص غير مرغوب فيه اجتماعيًا مقارنة بسلوكه بالحالة الطبيعية.
آثار السلوك
يكون الأشخاص أكثر ميلًا إلى الاستدلال المتطابق عندما تسبب تصرفات شخص آخر نتائج نادرة الحدوث أو نتائج لا تسببها أي افعال أخرى.

#### هارولد كيلي
اقترح جونز وديفيس بعد فترة وجيزة نظرية الاستدلال المتطابق، واقترح هارولد كيلي (عالم نفس اجتماعي مشهور بعمله في نظرية الترابط وكذلك نظرية الإسناد) نموذجًا مشتركًا لشرح الطريقة التي يقوم بها الناس بالانحياز. [2] ساعد هذا النموذج في شرح كيف يميل الناس إلى نسب السلوكيات إلى نوايا داخلية وليس للعوامل البيئية. استخدم كيلي مصطلح (كوفارياشن - covariation) للتعبير عن أنه عند قيام الناس بتحيز يمكنهم الوصول إلى المعلومات من خلال العديد من الملاحظات وعبر مواقف مختلفة وفي نقاط زمنية كثيرة. لذلك يمكن للناس مراقبة الطريقة التي يختلف بها السلوك في ظل الظروف المختلفة. واقترح ثلاثة عوامل تؤثر على طريقة شرحنا للسلوك:
- الإجماع: يمثل المدى الذي يتصرف فيه الآخرون بنفس الطريقة. هناك إجماع كبير عندما يتصرف معظم الناس بما يتفق مع فعل معين. يكون إجماع منخفضًا هو عندما لا يتصرف الكثير من الناس بهذه الطريقة.
- التكرار: يمثل المدى الذي يتصرف فيه الشخص بطريقة معينة. يكون التكرار عالٍ عندما يتصرف الشخص دائمًا بطريقة محددة. ينخفض التكرار عندما يتصرف شخص بأساليب جديدة دوما.
- التميز: مدى اختلاف سلوك الشخص في موقف ما عن سلوكه في مواقف أخرى. يكون التميز كبيرًا عندما لا يتصرف الشخص بطريقة معينة في معظم الحالات. ينخفض التميز عندما يتصرف الشخص عادة بطريقة مألوفة في معظم الحالات.

اقترح كيلي أن الأشخاص أكثر عرضة لقيامهم بتحيز الاسناد عندما يكون الإجماع منخفضًا (لا يتصرف معظم الأشخاص بهذه الطريقة) والتكرار مرتفع (يتصرف الشخص بهذه الطريقة في معظم المواقف) والتميز منخفض (لا يملك الشخص سلوكا فريدا لموقف معين). من المرجح ارتكاب التحيزات الظرفية عندما يكون الإجماع مرتفعًا والتكرار منخفضًا والتميز مرتفع. ساعد بحثه في الكشف عن الآليات المحددة التي تقوم عليها عملية تحديد الصفات.